# Teerisaari, Salo
Teerisaari är en ö i Finland. Den ligger i sjön Hirsijärvi och i kommunen Salo i den ekonomiska regionen  Salo och landskapet Egentliga Finland, i den södra delen av landet, 90 km väster om huvudstaden Helsingfors. Öns area är 0,1 hektar och dess största längd är 50 meter i nord-sydlig riktning.